# Leonardo Rocha
Leonardo Rocha Miramar, né le 23 mai 1997 à Almada, plus couramment appelé Leonardo Rocha est un joueur de football portugais qui évolue au poste d’attaquant au Radomiak Radom.

## Biographie
Né d’un père brésilien, le jeune Leonardo commence le football à l’âge de sept ans dans sa région natale d’Almada une localité proche de Lisbonne, dans le district de Setúbal. Le garçon attire assez rapidement l’attention de clubs professionnels. Mais en dépit de son jeune âge, il est un véritable «pigeon voyageur», car il porte les couleurs de neuf clubs différents pendant sa formation, donc deux entités brésiliennes. Son parcours chez les jeunes se termine en France, à l’académie de l’AS Monaco.

### Débuts délicats
Son passage à l’âge adulte n’est pas directement couronné de succès. Avec le club monégasque, Leonardo Rocha ne dépasse pas le noyau «B» avec lequel il n’apparaît que le 26 novembre 2016 quand il monte au jeu à 11 minutes de la fin d’une partie perdue (2-1) à l’US Colomiers dans ce qui est alors le championnat CFA.
Son contrat se terminant le 30 janvier 2017, le jeune Portugais ne s’éternise pas au pied du rocher et signe à Vicenza Calcio qui évolue alors en Série B italienne. Durant six mois de présence, il n’apparaît pas dans une équipe qui ne peut assurer son maintien, malgré deux changements d’entraîneur. L’attaquant opte pour un nouveau changement d’horizon et se dirige vers l’Espagne.
Engagé par CD Leganés, il est versé dans l’équipe «B» en Tercera Division laquelle comme son nom ne l’indique pas est la quatrième niveau espagnol. Leonardo Rocha inscrit son premier goal «senior», le 1er octobre 2017 lors d’une défaite à domicile (1-3) contre CDF Tres Canto. Finalement auteur de deux autres buts à l’occasion de neuf autres apparitions, il est prêté, le 31 janvier 2018, à une équipe du Pays de Valence, Ontinyent CF qui joue un cran plus haut dans la hiérarchie hispanique, en Segunda División B. Il marque trois fois en neuf matches.

### Débuts professionnels
Changement radical de décor ensuite. Le jeune lusitanien quitte le soleil espagnol pour le Nord-Est de la Belgique et la localité de Lommel et son club, le SK qui évolue en Division 1B équivalent au deuxième niveau hiérarchique. L’avant portugais marque son premier «but professionnel», le 17 août 2018. C’est le but, à la dernière minute, d’une victoire en déplacement au YR KV Mechelen, futur champion de cette division. Leonardo Rocha se met alors en évidence et est sacré meilleur buteur de la série, avec 19 goals en 32 rencontres de championnat (21 buts en 33 parties officielles au total). Cela lui vaut un transfert vers l’élite «noir-jaune-rouge» à l’AS Eupen. Identifié comme «Leonardo Miramar» sur le site officiel du club germanophone, il n’apparaît qu’à six reprises lors de l’exercice 2019-2020.

## Palmarès
Lommel SK
- Championnat de Belgique D2 :
  - Meilleur buteur : 2018-19 (16 buts).